# Fawlty Towers
Fawlty Towers je britanska televizijska situacijska komedija, predvajana na BBC med letoma 1975 in 1979. Posnetih je bilo dvanajst epizod v dveh sezonah, po šest epizod na sezono. Scenarij sta napisala John Cleese in Connie Booth, ki sta tudi odigrala glavni vlogi; v času snemanja prve sezone sta se poročila, pred začetkom snemanja druge sezone pa sta bila že ločena.
Dogajanje je postavljen v Fawlty Towers, izmišljen hotel v obmorskem mestu Torquay na angleški rivieri. V središču so napet, nevljuden in sumničav lastnik hotela Basil Fawlty (Cleese), njegova ukazovalna žena Sybil (Prunella Scales), sobarica Polly (Booth) in nesrečni španski natakar Manuel (Andrew Sachs), ki se trudijo uspešno voditi hotel kljub neverjetnim pripetljajem in kopici zahtevnih in ekscentričnih gostov. 
Leta 2000 je Britanski filmski inštitut izvedel glasovanje med igralci, režiserji in ustvarjalci, ki so serijo Fawlty Towers izbrali za najboljšo britansko televizijsko serijo vseh časov.